# Krasznoviserszki járás

A Krasznoviserszki járás a Permi határterületen

A Krasznoviserszki járás (oroszul Красновишерский район) Oroszország egyik járása a Permi határterületen. Székhelye Krasznoviserszk.

## Népesség
- 1989-ben 30 827 lakosa volt.
- 2002-ben 27 871 lakosa volt, melynek 89,7%-a orosz, 2,5%-a komi nemzetiségű.
- 2010-ben 22 554 lakosa volt, melyből 19 297 orosz, 573 komi, 254 tatár, 211 német, 192 ukrán, 180 fehérorosz stb.